# Mägo de Oz
Mägo de Oz je španjolski folk i heavy metal sastav. 

## Povijest sastava
Sastav je je sredinom 1988. godine osnovao bubnjar Txus. Ostali članovi sastava su: José Andrëa (vokal), Carlitos (gitara), Frank (gitara), Peri (bas), Mohamed (violina), Fernando Ponce De Leon (flauta), Kiskilla (klavijature) i Patricia Tapia (prateći vokal). Do sada su objavili jedanaest studijskih albuma. Krajem listopada 2011.godine objavljeno je da sastav i pjevač José Andrëa prekidaju suradnju, a još u lipnju 2010.godine flautist Fernando je napustio sastav. 

## Diskografija
Studijski albumi
- Mägo de Oz (1994.)
- Jesús de Chamberí (1996.)
- Mägo de Oz (La Bruja) (1997. reizdanje)
- La Leyenda de la Mancha (1998.)
- Finisterra (2000.)
- Gaia (2003.)
- Belfast (2004.)
- Gaia II - La Voz Dormida (2005.)
- La Ciudad de los Árboles (2007.)
- Gaia III - Atlantia (2010.)
- Gaia - Epilogo (2010.)
- Hechizos, pócimas y brujería (2012.)
- Ilussia (2014.)
- Finisterra ópera rock (2015.)